# Étienne Klein
Étienne Klein (francês: [klɛ̃]) (Paris, 1 de abril de 1958) é um físico e filósofo da ciência francês. Graduado pela Escola Normal Superior de Paris, ele possui um DEA (Mestre em Estudos Avançados) em física teórica, bem como um Ph.D. em filosofia da ciência e uma acreditação para supervisionar pesquisas (HDR).

## Perfil
Étienne Klein é diretor de pesquisa do Commissariat à l'énergie atomique et aux énergies alternatives (CEA). Atualmente é chefe do Laboratoire des Recherches sur les Sciences de la Matière (LARSIM), um laboratório de pesquisa pertencente ao CEA e localizado em Saclay, próximo de Paris. Ele participou de diversos projetos importantes, como o ajuste de um método de separação isotópica envolvendo o uso de lasers e o estudo de um acelerador de partículas com cavidades supercondutoras. No CERN, ele esteve envolvido no projeto do Large Hadron Collider (LHC).
Ele ensinou física quântica e física de partículas na École Centrale Paris por vários anos e atualmente leciona filosofia da ciência. Ele é um especialista na questão do tempo na física e escreveu vários ensaios sobre o assunto. Ele também é membro do Conseil d'analyse de la société, do Conseil Scientifique de la Cité des Sciences, do Conseil de l’Office parlementaire d'évaluation des choix scientifiques et technologiques (OPECST), da Academie Française de Technologies e do Conseil d'Orientation de l’Institut Diderot.  Todas as quintas-feiras de manhã apresenta uma crónica de rádio, Le Monde selon Étienne Klein, bem como La Conversation scientifique todos os sábados à tarde, na estação pública francesa France Culture.  

## Caso de plágio
Em dezembro de 2016, a revista Science, uma publicação da American Association for the Advancement of Science, relatou que o popular físico francês Étienne Klein foi responsável por um plágio, seu trabalho estaria plagiando o romancista Stefan Zweig e outros autores. Essas alegações foram refutadas, pois na verdade nunca houve plágio. 

## Distinções e prêmios
- Officier dans l'Ordre des Palmes académiques
- Prêmio de melhor livro científico do ano de 1993 na Alemanha por Conversations avec le Sphinx, les paradoxes en physique
- Prêmio Jean Perrin de popularização da ciência da Société française de physique em 1997 [9]
- Prêmio Grammaticakis-Neumann da Académie des sciences em 2000
- Prêmio de melhor livro de literatura científica do ano para L'Atome au pied du mur et autres nouvelles
- Orçamento do prêmio da Académie des sciences morales et politiques em 2000
- Prix « La science se livre » 2003 para Les Tactiques de Chronos
- Prix Jean Rostand em 2004
- Prix Thorel para Galilée et les Indiens. Allons-nous liquider la science? Em 2008
- Chevalier de la Légion d'honneur, promoção de 1 de janeiro de 2010
- Prix Thorel da Académie des sciences morales et politiques em 2010

## Filmografia
- Quels temps font-ils ?, coautor com Marc Lachièze-Rey, filme dirigido por Hervé Lièvre, 2001